# Antiga Fábrica Santa Amélia
A Antiga Fábrica de Santa Amélia foi construída no final do Século XIX, possuindo uma singular arquitetura, com azulejos portugueses, além de outros elementos de outras nacionalidades. Essa conta a história de um período “áureo da indústria” na capital do estado do Maranhão, São Luís. 
A fábrica, além de outros imóveis que serviam de apoio, foram desapropriados pelo Decreto Federal  n° 94.191 de 06 de abril de 1987, declarando-se de utilidade pública em favor da Universidade Federal do Maranhão (UFMA). 

## Fábrica Santa Amélia
Localizada na Rua Cândido Ribeiro, no Centro Histórico de São Luís (MA). Fundada em 1902, Santa Amélia foi instalada no prédio da antiga fábrica da Companhia de Lanifícios Maranhense, constituindo um rico testemunho da trajetória do empreendedorismo marinhense, refletindo o período da elite enriquecida pelo algodão.
Para a instalação da fábrica, os fundadores compraram metade de uma quinta situada à Rua Madre Deus. A escolha do terreno justifica-se pela proximidade com o Rio Bacanga e fartura de água existente nas nascentes da Fonte das Pedras. 
Todas as fábricas têxteis construídas na capital e no interior do Estado, no final do Século XIX, possuíam as mesmas características da arquitetura industrial do período, sofrendo forte influência do padrão inglês. É relevante a especificidade do prédio da Companhia de Lanifício Maranhense, destacando-se das demais unidades fabris. 
Destaca-se que a Fábrica Santa Amélia funcionou até 1966, passando nesse espaço de tempo de 64 anos de existência por várias mudanças em sua função social. 

## A Recuperação e Revitalização
Na Década de 80, os planos da UFMA para a Antiga Fábrica Santa Amélia não se concretizaram e o patrimônio começou a ruir. Adiante, uma nova tentativa de recuperação e requalificação foi iniciada no ano de 2010, com a proposta de torná-la sede dos cursos de Turismo e Hotelaria. Essa nova empreitada contou com o apoio financeiro e a participação do Governo Federal, do Instituto do Patrimônio Histórico e Artístico Nacional (IPHAN), do Ministério do Turismo e do Ministério da Educação.
Antiga fábrica teve o seu espaço adaptado com a criação de um Hotel Escola, salas de aulas, laboratórios, auditórios, banheiros. O resultado do processo incorpora ao reuso da fábrica a manutenção de suas características originais tanto quanto a modernização do espaço. Com a recuperação e revitalização do prédio com a ocupação pelos cursos de Turismo e Hotelaria tem-se uma perspectiva do surgimento de uma nova sinergia urbanística, paisagística e turística para o Centro de São Luís. 